# Euphorbia nicaeensis
Euphorbia nicaeensis es una especie fanerógama perteneciente a la familia de las euforbiáceas. 

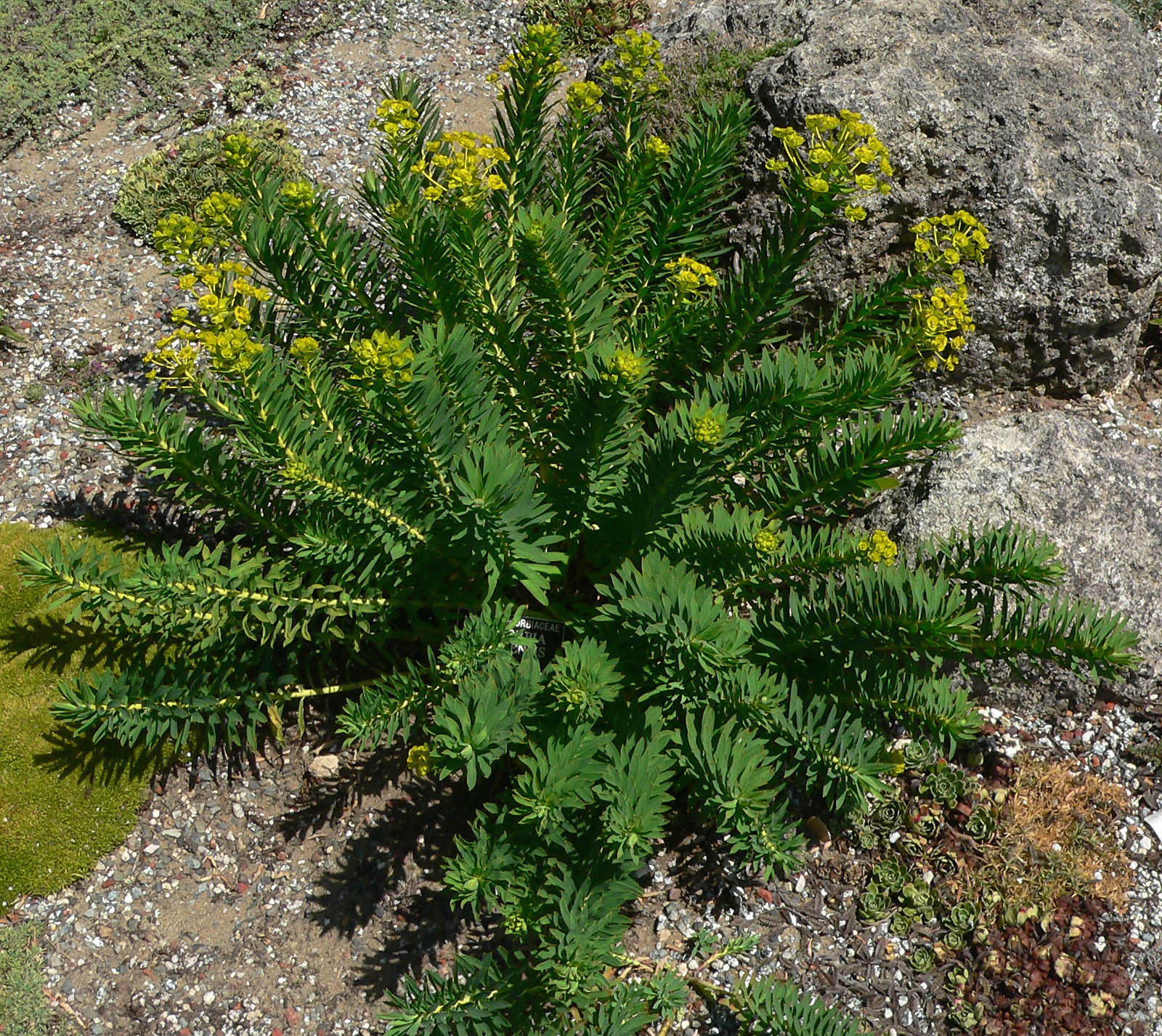

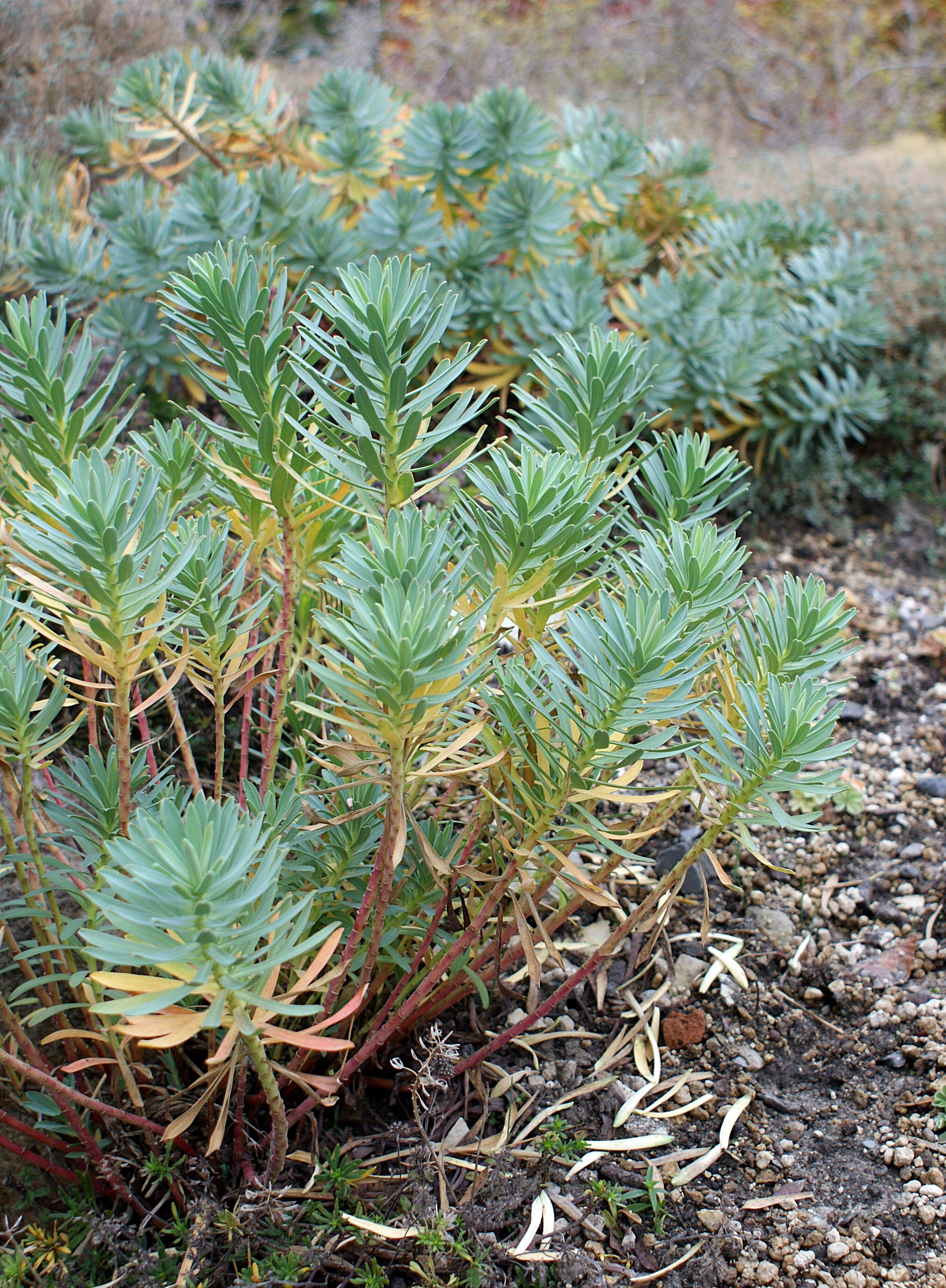
Vista de la planta

## Distribución geográfica
Es endémica del norte de África, sur de Europa hasta Turquía.

## Descripción
Planta sufruticosa, que se caracteriza por presentar sus tallos erectos, simples, en general afilos y cubiertos de cicatrices foliares en la mayor parte de su longitud, sus hojas, de un gris glauco, son patentes, de más de 2,5 cm de longitud, dispuestas en rosetas apicales, e inflorescencias con más de 5 radios. Resulta muy característico el color ocre-anaranjado de sus tallos. 

## Taxonomía
Euphorbia nicaeensis fue descrita por Carlo Allioni y publicado en Flora Pedemontana 1: 285. 1785.
Etimología
Euphorbia: nombre genérico que deriva del médico griego del rey Juba II de Mauritania (52 a 50 a. C. - 23), Euphorbus, en su honor – o en alusión a su gran vientre –  ya que usaba médicamente Euphorbia resinifera. En 1753 Carlos Linneo asignó el nombre a todo el género.
nicaeensis: epíteto
Variedades
- Euphorbia nicaeensis ssp. glareosa (Pall. ex M.Bieb.) Radcl.-Sm. 1785
- Euphorbia nicaeensis ssp. cadrilateri (Prod.) B.Kuzmanov 1979
- Euphorbia nicaeensis ssp. goldei (Prod.) Greuter & Burdet 1981
- Euphorbia nicaeensis ssp. lasiocarpa (Boiss.) Radcl.-Sm. & Govaerts 1996
- Euphorbia nicaeensis ssp. latibracteata (Prod.) B.Kuzmanov 1979
- Euphorbia nicaeensis ssp. maleevii (Tamamshyan) Oudejans 1989
- Euphorbia nicaeensis ssp. nicaeensis
- Euphorbia nicaeensis ssp. prostrata (Fiori) Arrigoni 1981
- Euphorbia nicaeensis ssp. stepposa (Zoz) Greuter & Burdet 1981
- Euphorbia nicaeensis ssp. volgensis (Krysht.) Oudejans 1992

Sinonimia
- Galarhoeus nicaeensis (All.) Haw. (1812).
- Tithymalus nicaeensis (All.) Klotzsch & Garcke (1860).
- Esula nicaeensis (All.) Fourr. (1869).
- Euphorbia seguieriana var. nicaeensis (All.) Fiori in Fiori & al. (1901).[4]
- Euphorbia anselmii Sennen
- Euphorbia bracteosa Pau
- Euphorbia bupleuroides subsp. luteola (Kralik) Maire
- Euphorbia gonzalii Sennen
- Euphorbia japygica Ten.
- Euphorbia luteola Kralik
- Tithymalus mathiolii Bubani[5] [6]

## Nombre común
- Castellano: leche de gato, lecheintena, lecheinterna, lechentezna, lecheterna, lechetrezna , lechetrezna común, lechetrezna de monte, lechintenna, lechiterna[7]